# كاريل تشيرشل
كاريل تشيرشل (بالإنجليزية: Caryl Churchill)‏ هي مؤلفة وكاتبة سيناريو وكاتبة مسرحية وكاتِبة بريطانية، ولدت في 3 سبتمبر 1938 في لندن في المملكة المتحدة.

## وصلات خارجية
- كاريل تشيرشل على موقع IMDb (الإنجليزية)
- كاريل تشيرشل على موقع الموسوعة البريطانية (الإنجليزية)
- كاريل تشيرشل على موقع ألو سيني (الفرنسية)
- كاريل تشيرشل على موقع ميوزك برينز (الإنجليزية)
- كاريل تشيرشل على موقع قاعدة بيانات برودواي على الإنترنت (الإنجليزية)
- كاريل تشيرشل على موقع إن إن دي بي (الإنجليزية)
- كاريل تشيرشل على موقع قاعدة بيانات الفيلم (الإنجليزية)
- كاريل تشيرشل على موقع كينوبويسك (الروسية)